# Ти мене любиш?
«Ти мене любиш?» — українсько-шведський драматичний фільм, знятий українською режисеркою Тонею Ноябрьовою. У головних ролях: Карина Химчук, Максим Михайліченко, Наталія Лазебнікова, Олександр Жила, Дар'я Палагнюк, Андрій Шабанов. У центрі сюжету — історія дорослішання 16-річної дівчини Кіри (Химчук), яка на тлі розпаду СРСР та розлучення батьків мріє стати акторкою.
Фільм був знятий в Україні за фінансової підтримки Держкіно. У створенні стрічки взяли участь студії Family Production і Сommonground Pictures, а також скандинавський кінофонд Film i Väst.
Світова прем'єра «Ти мене любиш?» відбулася 2023 року на Берлінському кінофестивалі. Того ж року фільм показали на Одеському кінофестивалі, де Карину Химчук отримала відзнаку як найкраща акторка. В український прокат стрічка вийшла 30 травня 2024 року.

## У ролях
- Карина Химчук — Кіра
- Максим Михайліченко — Лев
- Наталія Лазебнікова — Віра
- Олександр Жила — Міша
- Дар'я Палагнюк — Ліза
- Андрій Шабанов — Воронін
- Євген Бушмакін — Коля
- Ольга Армасар — Борисова
- Василь Неволов — Борисов
- Андрій Гурін
- Наталія Діброва
- Соломія Кирилова

## Історія створення
Робота над фільмом тривала з 2021 по 2023. Саме знімальний процес завершився за кілька днів до початку повномасштабного російського вторгнення у лютому 2022 року. Бюджет фільму склав 31,4 млн грн, 23,5 млн з яких виділило Держкіно.
Фільми знімався в місті Київ. Автори стрічки прагнули максимально точного відтворення епохи 90-х, для чого, зокрема, шукали по всій країні старі автівки та громадський транспорт. Для фільмування осінніх сцен посеред зими вони поштучно купували сухе листя на сайті оголошень OLX, а для одного з епізодів фільму перекривали Дарницький міст.

## Прем'єра та прокат
Світова прем'єра фільму відбулася на Берлінському кінофестивалі 2023 року. В Україні фільм вперше показали того ж року на Одеському міжнародному кінофестивалі.
В український прокат фільм вийшов 30 травня 2024 року.

## Критичні відгуки
Людмила Горделадзе, член правління Союзу кінотеатрів України й ексдиректор кінотеатру «Жовтень», відзначила операторську роботу в «Ти мене любиш?», а Максим Сердюк, співзасновник кіностудії KNIFE! Films, високо оцінив гру Карини Химчук, виконавиці головної ролі. Ярослава Кравченко, засновниця та директор Дикого театру, похвалила роботу кожного з акторів стрічки, але зауважила, що деякі з сюжетних ліній залишилися частково незавершеними. На її думку, «Ти мене любиш?» — це фільм «про надію і погляд на світ з широко розплющеними очима, які бувають тільки у підлітків». Телепродюсер Олексій Гладушевський високо оцінив режисерську роботу Тоні Ноябрьової та вдалий підбір акторів. Анастасія Івченко, співзасновниця PR-агенції Public Kitchen, назвала стрічку «щемким і щирим» фільмом, який зміг занурити її в спогади власного дорослішання. Також вона, як Горделадзе та Гладушевський, відзначила увагу авторів «Ти мене любиш?» до всіх деталей у точному відтворені епохи 1990-х років.

## Відзнаки
| Премія                 | Рік  | Категорія            | Номінант      | Результат | Пр. |
| ---------------------- | ---- | -------------------- | ------------- | --------- | --- |
| «КІНОКОЛО»             | 2023 | Найкраща акторка     | Карина Химчук | Перемога  |     |
| Одеський кінофестиваль | 2023 | Найкраща жіноча роль | Карина Химчук | Перемога  |     |
|                        |      |                      |               |           |     |